# Sahr Senesie
Sahr Senesie (* 20. Juni 1985 in Koindu) ist ein ehemaliger deutsch-sierra-leonischer Fußballspieler. Er ist der Halbbruder und Berater des deutschen Nationalspielers Antonio Rüdiger.

## Karriere

### Vereine
Senesie ist sierra-leonischer Herkunft und wuchs in Berlin auf. Der Angreifer, der auch im offensiven Mittelfeld eingesetzt werden kann, kam im Jahre 2000 in die Jugend von Borussia Dortmund. Zuvor hatte er für die Berliner Vereine VfB Neukölln und Tasmania Neukölln gespielt. Aus der Jugend von Borussia Dortmund schaffte er es 2002 zu den Profis. Im UEFA-Cup-Spiel 2003/04 gegen den FC Sochaux (Endstand: 2:2) erzielte er sieben Minuten nach seiner Einwechslung das Anschlusstor zum 1:2.
Im Februar 2005 wurde Senesie an den Schweizer Verein Grasshopper Club Zürich ausgeliehen, für den er bis zum Sommer spielte. Anschließend ging er für ein Jahr in die deutsche Regionalliga zur TSG 1899 Hoffenheim. Ab Beginn der Saison 2006/07 spielte er wieder bei Borussia Dortmund, hatte jedoch nur einen Vertrag für die zweite Mannschaft. Aufgrund von Personalnot in der Offensive stand er dennoch einige Male im Profikader; am 5. Oktober gab er gegen den VfL Bochum sein Comeback in der Bundesliga. Nach der Spielzeit 2007/08 verließ Senesie die Borussia. Am 14. November 2008 unterschrieb er einen Vertrag beim damaligen West-Regionalligisten Eintracht Trier. Dort wurde er 2009/10 gemeinsam mit Lucas Barrios und Thomas Müller DFB-Pokal-Torschützenkönig (je 4 Tore). Im Jahr 2010 wechselte Senesie schließlich ins Saarland zum FC Homburg. Ab der Saison 2011/12 spielte er in der 3. Liga bei Wacker Burghausen und wechselte im Juli 2013 zum Südwest-Regionalligisten SG Sonnenhof Großaspach, dem er dank seines Tores im Relegationsrückspiel den Aufstieg in die 3. Liga sicherte. Im Juni 2015 wurde sein Vertrag auf Wunsch Senesies aufgelöst.

### Management
Nach seiner Vertragsauflösung 2015 in Großaspach übernahm Senesie das Management seines Halbbruders Antonio Rüdiger, der seit 2022 bei Real Madrid unter Vertrag steht. Senesie war beim Transfer von Rüdiger zur AS Rom, zum FC Chelsea und zu Real Madrid maßgeblich beteiligt. Im Zuge dessen gründete er 2015 auch die FSB Spielerberatung mit dem Juristen Alexander Bergweiler. Neben Antonio Rüdiger betreut die Agentur unter anderem auch Adam Buksa, Josip Juranović und Kristijan Kahlina.
Gemeinsam mit Rüdiger leitet Senesie die Antonio Rüdiger Stiftung für Sierra Leone, die es sich zur Aufgabe gemacht hat, sich in dem Heimatland der Halbbrüder zu engagieren und soziale Missstände im Land auszugleichen. Die Stiftung unterstützt unter anderem die Operationen von gehandicapten Kindern sowie Investitionen in Bildung & Fortschritt. Im Januar 2022 stattete Antonio zusammen mit Senesie den Projekten vor Ort einen Besuch ab.

### Nationalmannschaft
Senesie besitzt die sierra-leonische und die deutsche Staatsbürgerschaft; er spielte zwischen 2001 und 2005 in verschiedenen Auswahlmannschaften des DFB.

## Titel und Erfolge
- DFB-Pokal-Torschützenkönig 2010